# Via Expressa de Hanshin

Mapa da rede de vias expressas de Hanshin.

A Via Expressa de Hanshin (阪神高速道路, Hanshin Kōsoku-dōro) é uma rede de expressas com 239,3 km de extensão que cobre as cidades de Osaka, Kobe e Kyoto no Japão. Foi inaugurada em 1962.
No dia 17 de janeiro de 1995, algumas porções da via entre Osaka e Kobe tombaram decorrente a um terremoto, o Sismo de Kobe, mas foram reconstruídas em 1996.

## Rotas
- 1 - Loop Route (central Osaka)
- 2 - Yodogawa Sagan Route (Hokko-kita - Universal Studios Japan)
- 3 - Kobe Route (Nishi-nagahori - Amagasaki - Nishinomiya - Kobe)
- 4 - Wangan Route (Osakako - Rinku Town, Kansai Airport)
- 5 - Wangan Route (Osakako - Rokko Island)
- 7 - Kita Kobe Route (Igawa - Shirakawa - Arima - Nishinomiya-yamaguchi)
- 8 - Kyoto Route (Fushimi-ku, Kyoto)
- 11 - Ikeda Route (Umeda - Toyonaka - Osaka Airport - Kawanishi - Ikeda)
- 12 - Moriguchi Route (Kitahama - Moriguchi)
- 13 - Higashi Osaka Route (central Osaka - Higashi-osaka)
- 14 - Matsubara Route (Namba - Hirano - Matsubara)
- 15 - Sakai Route (Sumiyoshi - Suminoe - Sakai)
- 16 - Osakako Route (Nishi-nagahori - Osakako)
- 17 - Nishi Osaka Route (Bentencho - Sumiyoshi)
- 31 - Kobe Yamate Route (Kobe - Shirakawa)